# Andreas Barth
Andreas Barth (* 21. November 1958 in Leipzig) ist ein ehemaliger deutscher Fußballspieler und heutiger -trainer, der zwischen 1979 und 1985 für die BSG Chemie Leipzig sowie 1987 für den 1. FC Lokomotive Leipzig in der DDR-Oberliga, der höchsten Spielklasse im DDR-Fußball, aktiv war.

## Sportliche Laufbahn
Mit knapp 17 Jahren wurde Barth 1975 in die Junioren-Mannschaft der Betriebssportgemeinschaft (BSG) Chemie Leipzig aufgenommen. In der Saison 1977/78 spielte er mit der Männermannschaft Chemie II in der drittklassigen Bezirksliga. Als 1978/79 Verteidiger Bernd Flor längerfristig ausfiel, setzte Trainer Dieter Sommer Barth an dessen Stelle in der 1. Mannschaft ein, die in der DDR-Liga um den Aufstieg in die Oberliga kämpfte. Mit sechs Punktspielen war Barth daran beteiligt, dass Chemie Staffelsieger wurde. In den acht Aufstiegsspielen, in denen die Mannschaft den Aufstieg erreichte, war Barth nur mit einem 35-minütigen Einsatz im ersten Spiel beteiligt.
Für die Oberligasaison 1979/80 war Barth nicht für die 1. Mannschaft vorgesehen und wurde nur einmal in der Hinrunde als Einwechselspieler eingesetzt. Stattdessen wurde er in der Nachwuchsoberliga aufgeboten. Auch nachdem Chemie Leipzig abgestiegen war und 1980/81 wieder in der DDR-Liga spielte, wurde Barth wieder nur einmal in einem Punktspiel eingesetzt. Daneben wurde er überwiegend in der Bezirksligamannschaft (ehemals Nachwuchsoberliga) aufgeboten. Im Mai 1981 wurde er zum Wehrdienst in der Nationalen Volksarmee eingezogen, konnte aber bei der Armeesportgemeinschaft (ASG) Vorwärts Plauen weiterhin Fußball spielen. 1981/82 stieg er mit der Mannschaft in die DDR-Liga auf, kam aber nicht zum Einsatz. Erst während der Saison 1984/85 tauchte Barth wieder im höherklassigen Ligenbetrieb auf. Er war wieder zu Chemie Leipzig zurückgekehrt, wo er ab Dezember 1981 für die Oberligamannschaft die restlichen 14 Punktspiele als Verteidiger bestritt. Danach stieg er mit der BSG Chemie erneut ab, konnte sich in den beiden folgenden DDR-Liga-Spielzeiten aber als Stammspieler etablieren, indem er 56 der 68 Ligaspiele weiterhin als Abwehrspieler absolvierte. Als Ersatz für den verletzten etatmäßigen Verteidiger Matthias Lindner wurde Barth zu Beginn der Saison 1987/88 zum Oberligisten 1. FC Lokomotive Leipzig delegiert. Dort kam er in sieben Oberligaspielen zum Einsatz, kehrte aber nach Lindners Genesung im November 1987 zu Chemie Leipzig zurück, wo er bis zum Saisonende noch in 15 DDR-Liga-Spielen aufgeboten wurde. Während er 1988/89 nur 19 der 34 Spiele in der DDR-Liga bestreiten konnte, kehrte er 1989/90 mit 30 Ligaspielen zur alten Spielstärke zurück. Infolge der politischen Wende hatte sich die BSG Chemie im Mai 1990 in den FC Grün-Weiß Leipzig umstrukturiert, der nach Saisonende mit dem SV Chemie Böhlen zum FC Sachsen Leipzig fusionierte. Zur neu formierten Mannschaft, die den Oberligaplatz von Böhlen einnahm, gehörte auch Andreas Barth.
Im November 1990 wurde die ehemalige DDR-Oberliga vom neu gegründeten NOFV betrieben und wurde danach als Oberliga Nordost bezeichnet. Von den 14 Mannschaften kämpften 1990/91 12 um den Einzug um die 1. und 2. Bundesliga, dabei reichte es für den FC Sachsen Leipzig nur für die Teilnahme in der ab 1991/92 drittklassigen Oberliga Nordost. In den 26 Oberligaspielen wurde Barth in acht Begegnungen eingesetzt, in den sechs Qualifikationsspielen für die 2. Bundesliga, in denen der FC Sachsen nur den letzten Platz belegte, spielte Barth zweimal. Sowohl für den FC Sachsen Leipzig wie auch für Andreas Barth gab es danach keine Rückkehr mehr in den höherklassigen Fußball. Barth spielte noch bis 1994 für Sachsen Leipzig, anschließend ließ er seine Laufbahn beim unterklassigen TuS Leutzsch ausklingen. Er konnte auf 30 Oberliga- und 128 DDR-Liga-Spiele zurückblicken.
Das einzige Tor seiner Profi-Karriere gelang ihm am 11. Oktober 1986. In der 1. Runde des FDGB-Pokals konnte er in der 90. Minute den Ausgleich zum 1:1 gegen Wacker Nordhausen erzielen. In der folgenden Verlängerung konnte sich Chemie Leipzig schließlich mit 2:1 durchsetzen und kam im weiteren Pokalverlauf als Zweitligist bis ins Viertelfinale.
Seit dem Ende seiner aktiven Laufbahn ist er als Trainer bei verschiedenen Leipziger Vereinen tätig.

## Hinweis
Die in einigen Quellen vermerkte Angabe, Barth habe 1990 für Erzgebirge Aue gespielt, ist falsch. Es handelt sich dabei um den Spieler Enrico Barth.